# Gómez Millán

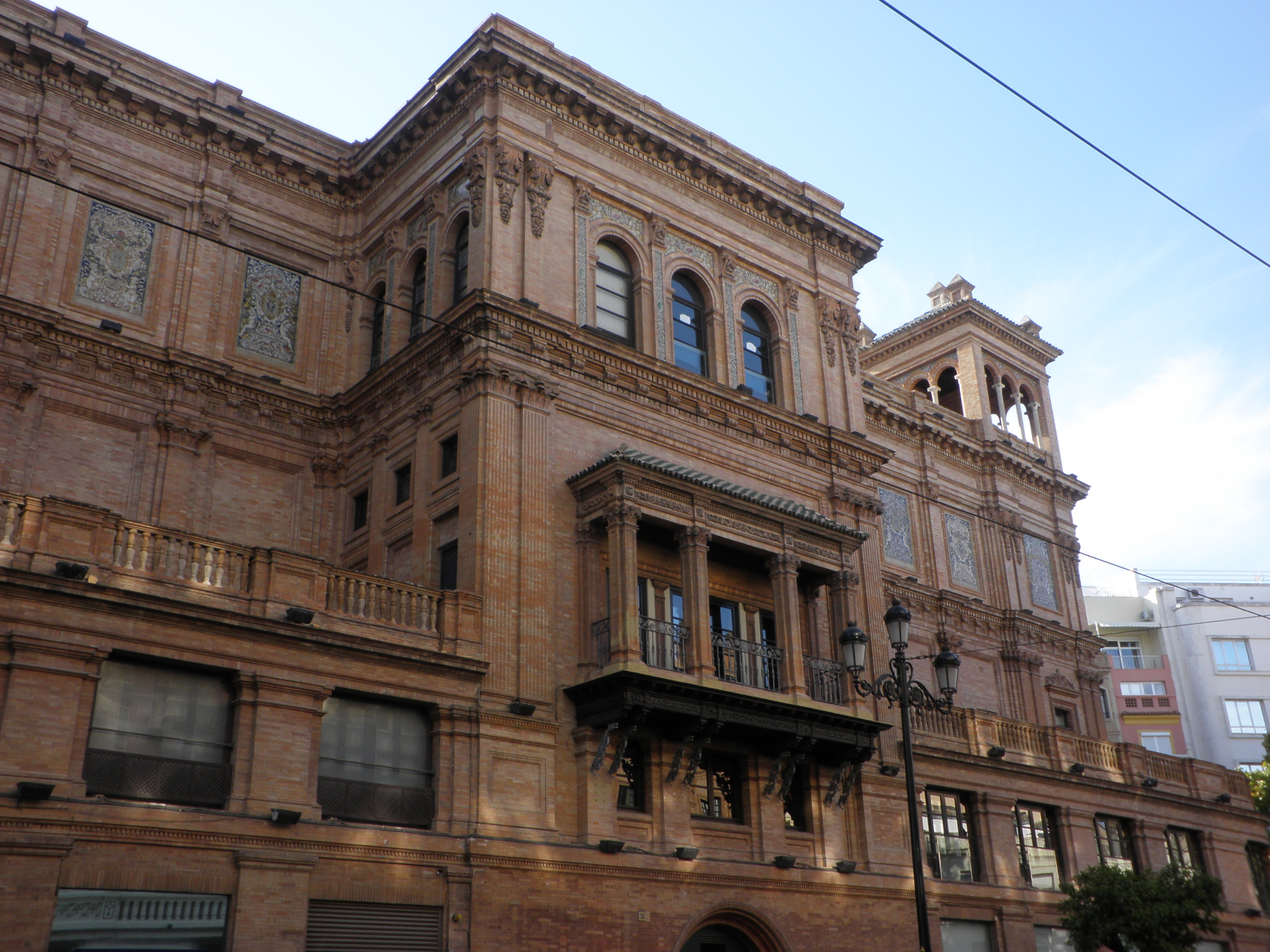
Teatro Coliseo de España en Sevilla diseñado por José y Aurelio Gómez Millán

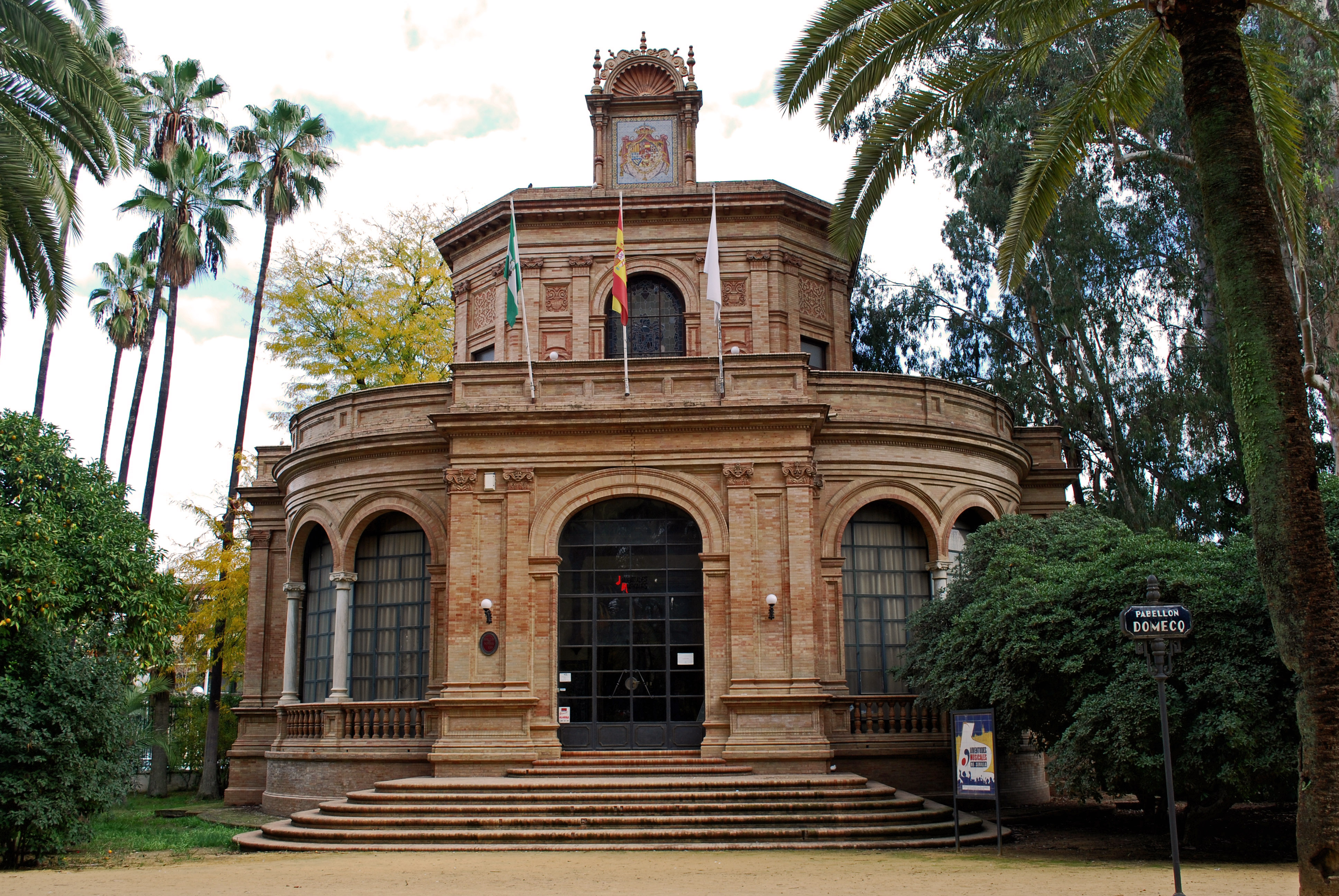
Pabellón Domecq en el parque de María Luisa, diseñado por Aurelio Gómez Millán.

Los Gómez Millán son una saga de arquitectos regionalistas españoles formada por los hermanos José, Antonio y Aurelio Gómez Millán, hijos del también arquitecto José Gómez Otero.
- José Gómez Millán (Sevilla, 12 de octubre de 1878 - 26 de julio de 1962). Es autor entre otras obras del Coliseo España en Sevilla, proyecto diseñado conjuntamente con su hermano Aurelio, de la casa unifamiliar para lldefonso Marañón Marín ubicada en la calle Marqués de Paradas 47 de Sevilla y de la barriada del Retiro Obrero en la avenida Miraflores de Sevilla (1928-1930).[4]

- Antonio Gómez Millán (Sevilla, 1 de enero de 1883 - 23 de abril de 1956). Realizó el proyecto de más de 50 edificios, entre ellos el Hospital del Rey (Sevilla), la Casa de las moscas (Sevilla) y la reconstrucción de la escena del teatro romano de Mérida entre 1916 y 1925.

- Aurelio Gómez Millán (Sevilla, 2 de julio de 1898 - 28 de abril de 1991). Entre otros edificios, fue autor del proyecto del Coliseo España, conjuntamente con su hermano José Gómez Millán. En 1929, el Jurado de Recompensas de la Exposición Iberoamericana, le concedió la Medalla de Oro por el Pabellón de la Cruz del Campo y Diploma de Honor por el Pabellón Domecq (Sevilla). En 1943 inició la construcción del Sanatorio de Nuestro Padre Jesús del Gran Poder, actualmente conocido como Hospital San Juan de Dios.[5]